# Evodio de Antioquía
Evodio de Antioquía (Antioquía de Siria, Imperio romano, fl. 44-69) fue un obispo de mediados del siglo I. Según las listas episcopales más antiguas, elaboradas por Sexto Julio Africano y Eusebio de Cesarea, habría sido el primer sucesor de san Pedro en la Iglesia de Antioquía; adicionalmente, el cronógrafo bizantino Juan Malalas le atribuye la invención del nombre cristiano.
En la liturgia griega se le conmemora como uno de los Setenta Discípulos y como mártir junto a Onesíforo el 29 de abril y también el 7 de septiembre; su inclusión en el Martirologio romano no se dio hasta el siglo IX, el día 6 de mayo.

## Biografía
Se sabe muy poco acerca de la vida de Evodio, pues su memoria fue opacada por la de su sucesor: Ignacio de Antioquía.

En Antioquía, después de Evodio, el primero en ser nombrado, era muy conocido también en aquella época el segundo: Ignacio.
Eusebio, Historia Eclesiástica.

Según las Constituciones apostólicas, Evodio fue ordenado obispo de Antioquía por Pedro, aunque no se conoce con certeza la fecha de su ordenación. No obstante, se podría suponer que ocupó la sede de Antioquía por encargo de Pedro a partir del 58, año en que el apóstol habría viajado a Roma. Según la cronología de la Iglesia griega habría sido obispo de Antioquía entre el 53 y el 68, lo que difiere de la cronología siríaca que sitúa el inicio de su pontificado en el año 67.
De acuerdo con el historiador Nicéforo Calixto, Evodio habría escrito una carta titulada Luz (en griego: φῶς, romanizado: fos) que ahora se encuentra perdida. Según la tradición, esa obra contaba que Pedro fue bautizado directamente por Jesucristo, mientras que los demás apóstoles fueron bautizados por Pedro, lo que mostraba su primacía.
Durante su episcopado habría sido redactado en Siria el documento catequístico-litúrgico denominado Doctrina de los doce apóstoles, al cual Rufino de Aquilea da el título latino de Iudicium Petri, es decir: juicio o sentencias de Pedro; lo que hace pensar que pudo haber sido redactado por mandato episcopal de Evodio con base en las enseñanzas del apóstol Pedro.[cita requerida]